# Хиллингдон (станция метро)
«Хиллингдон» (англ. Hillingdon) — станция лондонского метро. На станции останавливаются поезда двух линий метро: «Метрополитен» и «Пикадилли». Относится к 6-й тарифной зоне.

## Галерея

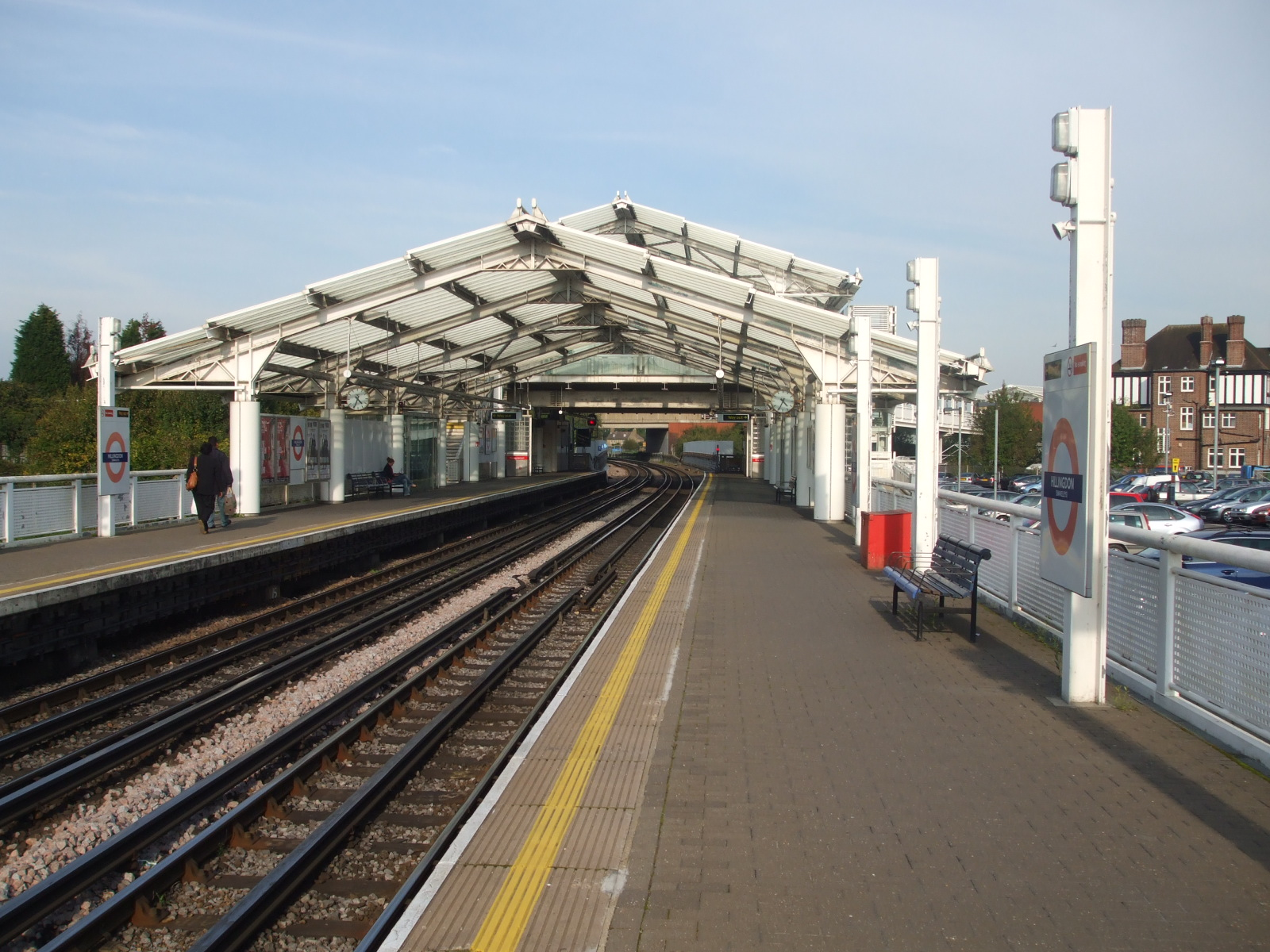
Платформа
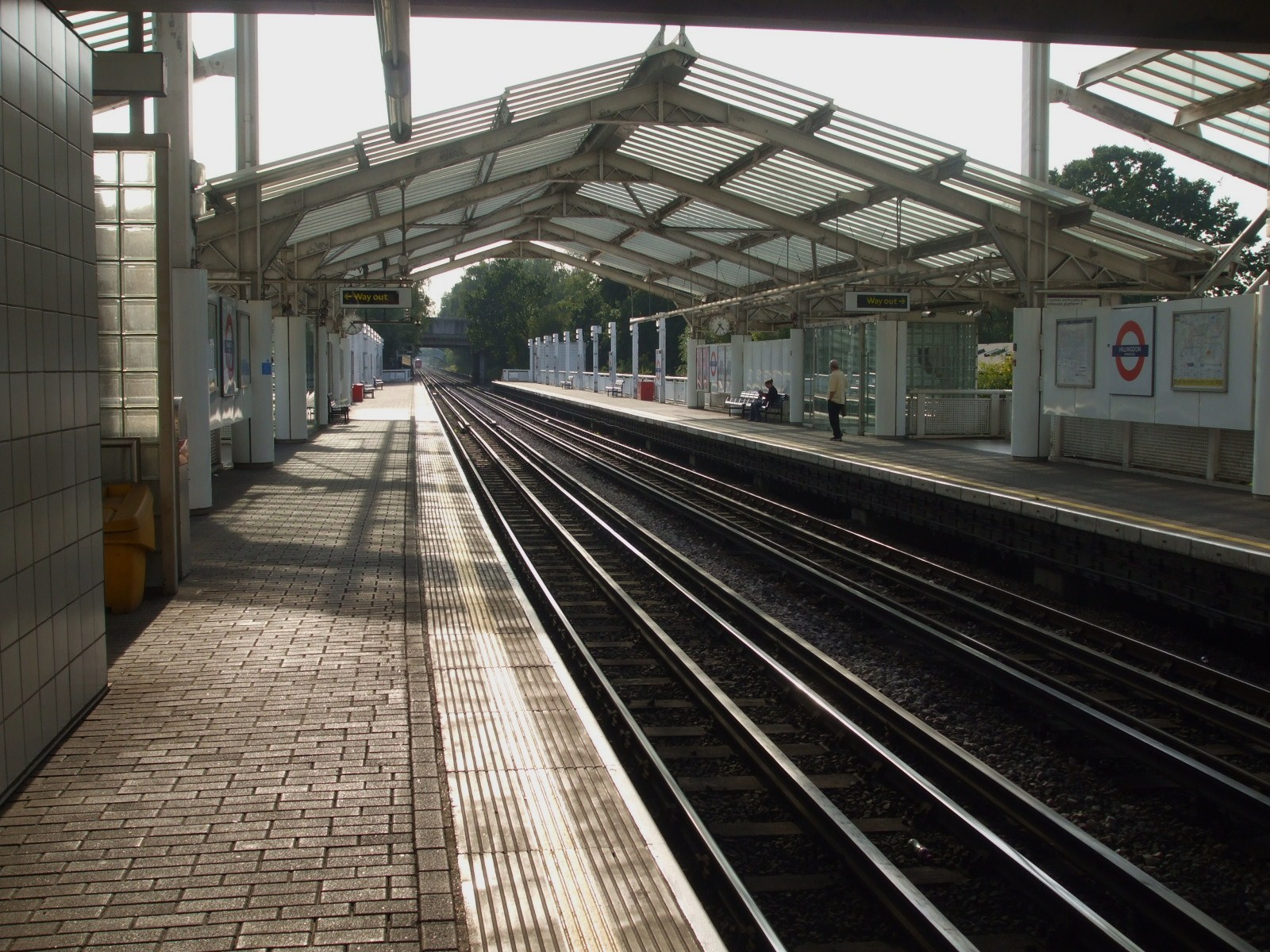
Платформа
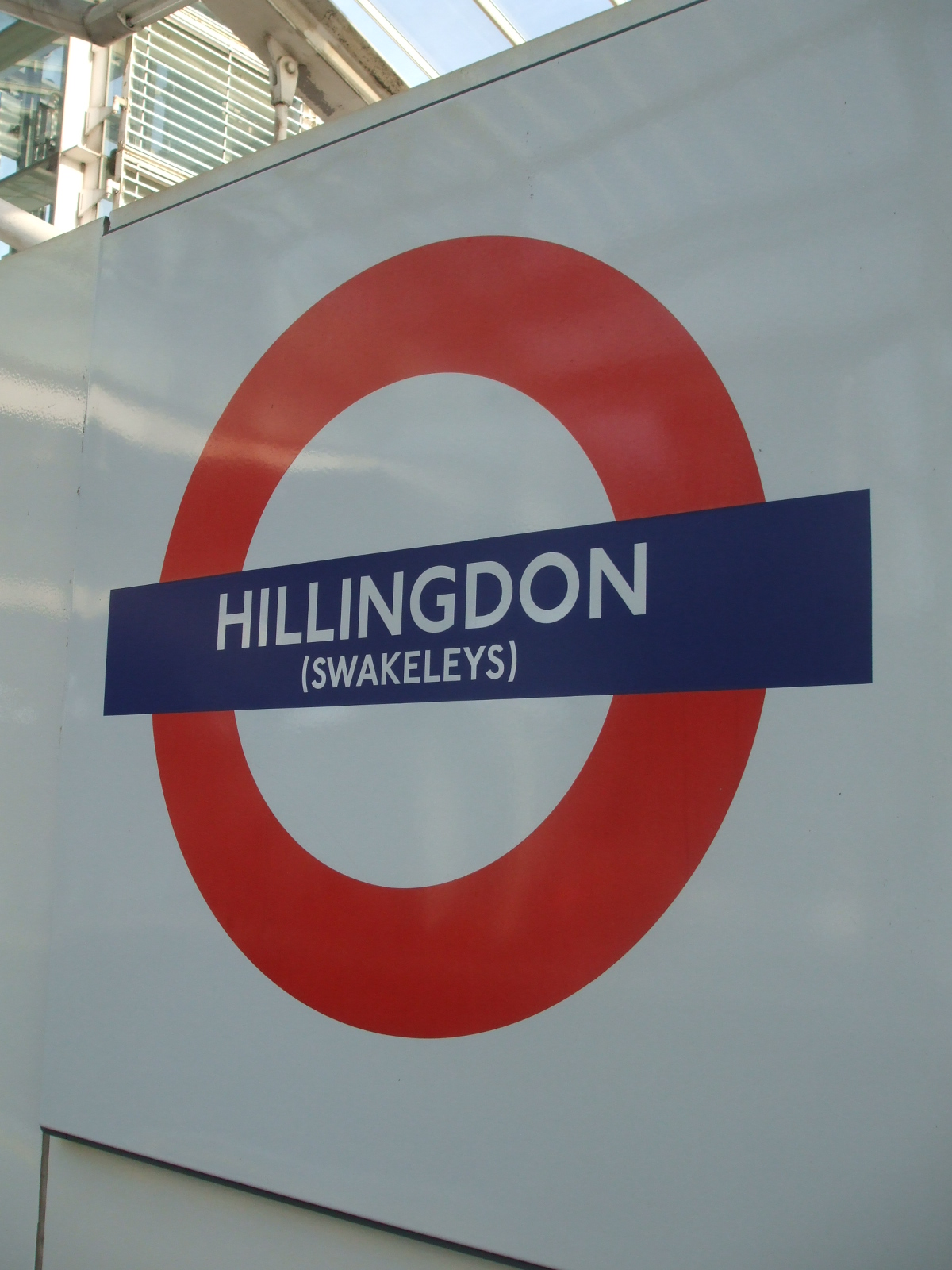
Рондель станции
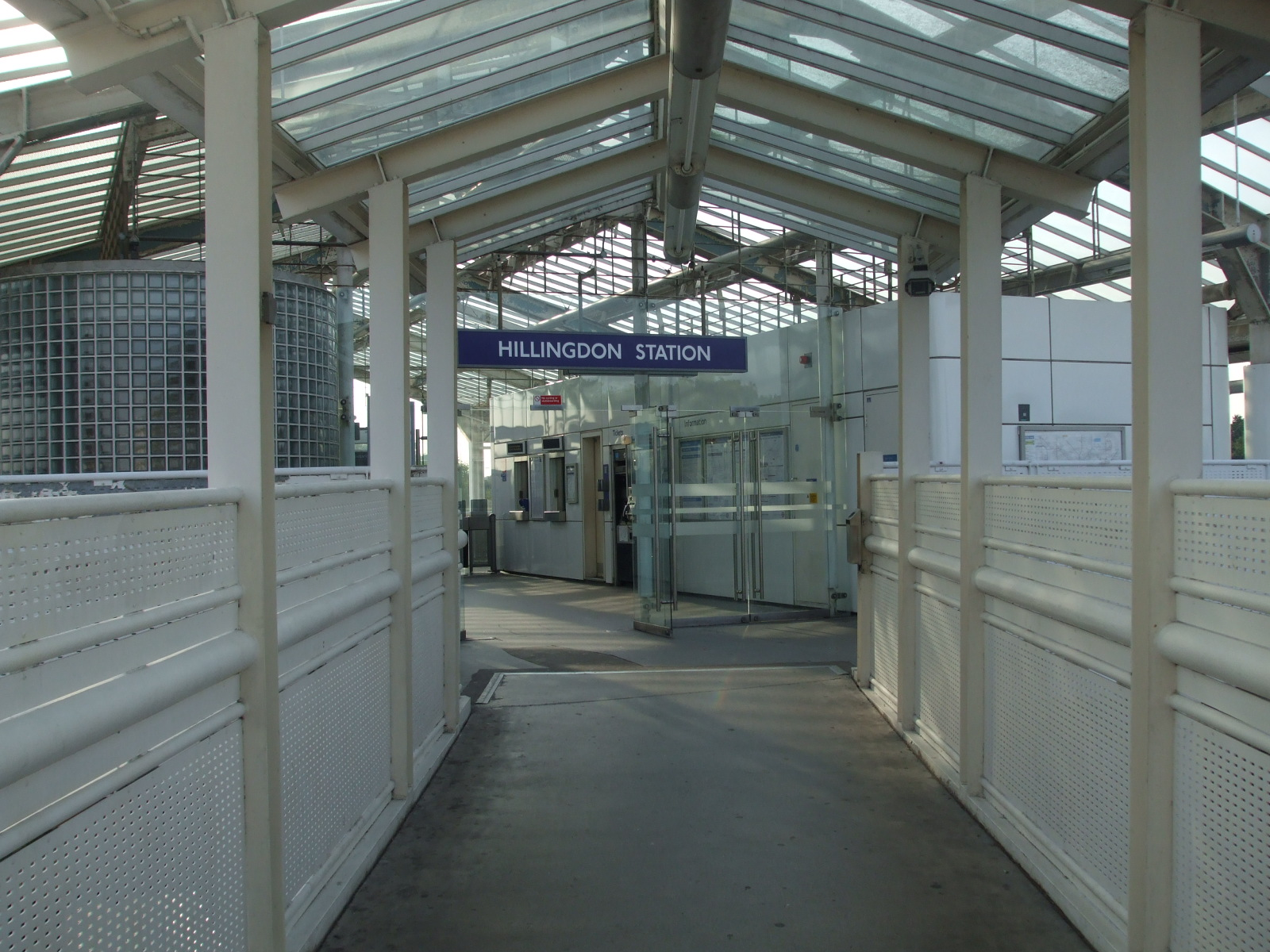
Вход на станцию с пешеходного моста